# Поло, Анди
А́нди Хо́рман По́ло Андра́де (исп. Andy Jorman Polo Andrade; род. 29 сентября 1994, Лима, Перу) — перуанский футболист, нападающий клуба «Университарио» и сборной Перу. Участник чемпионата мира 2018 года.

## Клубная карьера
Поло — воспитанник футбольной академии столичного клуба «Университарио». 23 апреля 2011 года в матче против «Альянса Атлетико» Анди дебютировал за основную команду в возрасте 16 лет. 7 мая в поединке против «Сьенсиано» Поло забил свой первый гол. За очень короткий промежуток времени он завоевал место в основном составе «Университарио».
В середине сезона Поло был выбран тренером для выступления за молодёжную команду клуба на молодёжном Кубке Либертадорес. Анди лучшим бомбардиром команды на турнире и помог команде завоевать трофей, которая обыграла в финале «Бока Хуниорс».
1 сентября 2011 года в матче против «Депортиво Ансоатеги» Поло дебютировал в Кубке Либертадорес. В день своего 17-летия, в поединке против «Годой-Круса», Анди отдал голевую передачу и был признан лучшим футболистом встречи. В ответном матче 21 октября Поло забил гол в конце встречи и помог команде в серии пенальти одолеть «Годой».
31 января 2014 года Анди подписал контракт с итальянским клубом «Интером». Для получения игровой практики он сразу же был отдан в аренду в колумбийский «Мильонариос». 20 июля в матче против «Энвигадо» Поло дебютировал в Кубке Мустанга. 14 сентября в поединке против «Санта-Фе» он забил свой первый гол за «Мильонариос». В 2015 году «Интер» вновь отправил Поло в аренду, на этот раз новой командой, стал его родной «Университарио», за который он выступал в начале карьеры.
В начале 2017 года Анди перешёл в мексиканский «Монаркас Морелия». 22 января в матче против «Сантос Лагуна» он дебютировал в мексиканской Примере. 13 февраля в поединке против «Чьяпаса» Поло забил свой первый гол за «Монаркас Морелия».
17 января 2018 года Поло на правах аренды перешёл в американский «Портленд Тимберс». В MLS он дебютировал 4 марта в матче стартового тура сезона 2018 против «Лос-Анджелес Гэлакси». 19 сентября в поединке против «Коламбус Крю» Анди забил свой первый гол за «Портленд Тимберс». По окончании сезона 2018 «Портленд Тимберс» выкупил Поло у «Монаркас Морелия». 22 мая 2021 года в матче против «Лос-Анджелес Гэлакси» Поло порвал четырёхглавую мышцу и мениск левой ноги, из-за чего пропустил оставшуюся часть сезона 2021.
9 февраля 2022 года Поло был отстранён MLS на время расследования обвинений в домашнем насилии, выдвинутых его бывшей женой. На следующий день «Портленд Тимберс» расторг контракт с ним.
11 марта 2022 года Поло в третий раз стал игроком «Университарио».

## Международная карьера
В 2011 году в составе юношеской сборной Перу Поло принял участие в юношеском чемпионате Южной Америки в Эквадоре. На турнире он сыграл в матчах против команд Аргентины, Эквадора, Боливии и Уругвая. В поединках против аргентинцев, эквадорцев и уругвайцев Анди забил три гола.
В 2013 году в составе молодёжной сборной Перу Поло выиграл молодёжном чемпионате Южной Америки в Аргентине. На турнире он сыграл в матчах против команд Чили, Колумбии, а также дважды Эквадора. В поединке против эквадорцев Анди забил гол.
30 марта 2016 года в отборочном матче чемпионата мира 2018 против сборной Уругвая Анди дебютировал за сборную Перу. 29 мая в поединке против сборной Сальвадора он забил свой первый гол за национальную команду.
Летом 2016 года Поло в составе сборной принял участие в Кубке Америки в США. На турнире но сыграл в матчах против команд Гаити, Эквадора, Бразилии и Колумбии.
В 2018 году Поло принял участие в чемпионате мира 2018 в России. На турнире он был запасным и на поле не вышел.
В 2019 года Поло во второй раз принял участие в Кубке Америки в Бразилии. На турнире он сыграл в матчах против сборных Венесуэлы, Боливии, Чили и дважды Бразилии.

### Голы за сборную Перу
| #   | Дата        | Место                                              | Противник | Счёт | Результат | Соревнование      |
| --- | ----------- | -------------------------------------------------- | --------- | ---- | --------- | ----------------- |
| 01. | 29 мая 2016 | Роберт Ф. Кеннеди Мемориэл Стэдиум, Вашингтон, США | Сальвадор | 2:0  | 3:1       | Товарищеский матч |

## Достижения
Командные
«Портленд Тимберс»
- Победитель Турнира MLS is Back (2020)